# 火之鳥 鳳凰篇 我王的冒險
《火之鳥 鳳凰篇 我王的冒險》（日语：火の鳥 鳳凰編 我王の冒険）是由日本科樂美公司所研發，以手塚治虫的作品《火鳥》為名（除了全破時會播放《火鳥》動畫版主題曲的配樂外，其實內容上的關連很少），並於1987年1月4日開始銷售的FC遊戲。

## 概要
玩家於該遊戲內，飾演著一位大鼻男子「我王」（がおう）。在背景故事中，我王因長相備受歧視而淪為盜賊；後來一名不計較外貌和出身的善良女子嫁給了他，讓他改邪歸正。但某日因誤會我王，導致我王誤殺了妻子，後悔莫及的他於是從事佛像雕刻來反省自己的罪孽。當我王煞費苦心完成了巨型浮雕「火之鳥」，浮雕竟被不明人士偷走並被拆卸成十六塊……
為了拼湊出火之鳥，玩家必须要集滿十六張分別散落於十六個關卡的碎片，取得每張碎片前必須打倒型態各異的每關關主。在這個橫向捲軸動作遊戲中，我王可以發射雕刻刀攻擊敵人，或者製作獸面瓦阻擋敵人或供自己站立。玩家一開始有預設的三條命。我王若接觸敵人一次（包括關主），則損失一格能源單位。能量單位預設為五格，若玩家失誤到能量格為全空者，我王死亡，損失一次生命。若整局遊戲損失三條命，遊戲結束（但可無限次數的續關）。我王也可以在遊戲中自殺：只要玩家在遊戲進行中按下select按鈕，我王即可自殺；當然，這也會損失一條命。

## 系統
玩家有闖過的關卡，該關所有的碎片，是不能再重複取得的。因此，被消滅的關主，會以獸面瓦替代火鳥圖的碎片。

### 關卡構成
該遊戲共有十六個關卡，並有三大主題關卡。這三大主題關卡分別為：
大和
共有八關，也就是玩家一開始就進行的主題關卡，類似江戶時代的風格。玩家一開始，從大和第一關，開始尋找碎片的旅程，並且依序進行到第二關、第三關。直至玩家闖完第七關之後，又必須從大和第一關開始進行。如玩家必須要進行大和第八關，則必須要找到正確的秘密通道，才可以進行。大和第八關是隱藏關卡，也是俗稱的「地震關」或「火山關」，整體遊戲畫面均以震動呈現。但畫面中的敵人均不受影響，我王也不會受地震的影響而站立不穩。
來世
共有五關，類似高科技未來世界的風格。如玩家使用密道，到達此主題關卡時，玩家將依序進行。若第五關關主被消滅後，玩家又會從來世第一關進行遊戲。
太古
共有三關，類似恐龍時代的風格。如玩家使用密道，到達此主題關卡時，玩家將依序進行。若玩家取得第三關的碎片圖案後，玩家又會從太古第一關進行遊戲。

### 我王的攻擊
我王的武器是鑿子，可以朝著水平方向與垂直方向，對著敵人發射。被我王所發射鑿子擊中的敵人，大部分會掉落獸面瓦，以補充我王在使用獸面瓦的不足。少部分的敵人，會給予獸面瓦以外的寶物。

### 獸面瓦
獸面瓦（鬼瓦、おにがわら）是此遊戲不可或缺的道具。我王可以使用獸面瓦，以建立站身之地。獸面瓦的使用，是我王以蹲姿，配合著發射雕刻刀武器的按鈕所建立的。被我王建立的獸面瓦，呈現灰色狀態；此時，我王就可以站立在這一塊灰色的獸面瓦上，而不會掉下去。
從敵人取得的獸面瓦，會掉落至地面上，以滑行的方式往左或往右移動。此時的獸面瓦是黄色，而不是灰色，我王就可以取得。但移動中的獸面瓦若到了角落處，則會自動呈現灰色，我王就不能取得。而我王可以在獸面瓦上，以連續蹲姿跳躍的方式，破壞獸面瓦；也可以發射鑿子武器的方式，直接破壞獸面瓦。我王最高可以攜帶99片的獸面瓦，再取得依舊是99片。

## 道具
我王在遊戲中，有許多道具可以幫助我王過關。大部分的情況下，是破壞寶箱取得，極少部分的情況，是攻擊敵人取得的。
錢包
增加500點分數。
飯糰
可以將能量一次補齊，通常在關主前會比較容易出現。
貝殼
扇形的貝殼。我王預設的能源單位為5格，取得貝殼之後，可以增加一格能源單位（但不包括能量），最大可以擴大至8格能源單位，之後再取得也沒有更大的幫助。但如果我王死亡而失去一條生命者，則能量單位又會從5格開始計算，此時我王取得貝殼，就可以再繼續累計最高到8格能源單位為止。
紅獸面瓦
掉落至地面後，不會左右移動的獸面瓦，取得後，可一次增加我王10片獸面瓦。
鳳凰的羽毛（鳳凰の羽根）
類似《超級瑪莉》的無敵星星。玩家約有5秒鐘的時間，可直接接觸敵人，而不會損失能量單位。此時敵人就會被消滅，並且我王就可以輕易地，在大部分的情況下取得獸面瓦（或極少部分的情況下取得寶物）。超過5秒鐘後，我王就會回復一般的狀態，失去無敵效力。
鏡子
可以將我王隱身大約5秒鐘的時間，此段期間，我王可以穿透牆壁，也可以直接接觸敵人（但敵人不會被消滅，我王也不會損失能量）。超過5秒鐘後，我王就會回復一般的狀態，失去隱身效力。
勾玉
可以將該關卡所有的敵人（關主除外）暫停一切動作約5秒鐘的時間。我王可以朝著這些停止動作的敵人發射鑿子，以取得獸面瓦，或以極少機率得到寶物。但是我王不可以碰觸這些暫停動作的敵人，否則同樣也會損失一格的能源單位（若我王只剩下一格能源單位，也是會失去一條生命的）。超過5秒鐘後，所有敵人就會恢復動作。
念珠
又稱佛珠，可以將該畫面所有的敵人（關主除外），一瞬間被消滅，變成獸面瓦（或是極少的機會變成寶物）。
我王的人偶（我王人形、がおうにんぎょう）
增加一條我王的命，但極少出現，甚難取得。
靴子
僅在太古第三關出現，可以減少我王因為站在冰滑的冰地上，而墜落至陷阱的道具。
科樂美小超人（コナミマン）
在大和、來世，以及太古各出現在其中各一處關卡的道具，數量少，需靠非常困難的技巧取得。當我王取得此道具時，我王的能量瞬間就成為最大數並補足，且獸面瓦的數量也一次補足至99塊。道具名稱與外表構想來源，來自同公司的姊妹遊戲。